# Saga o Orkadach

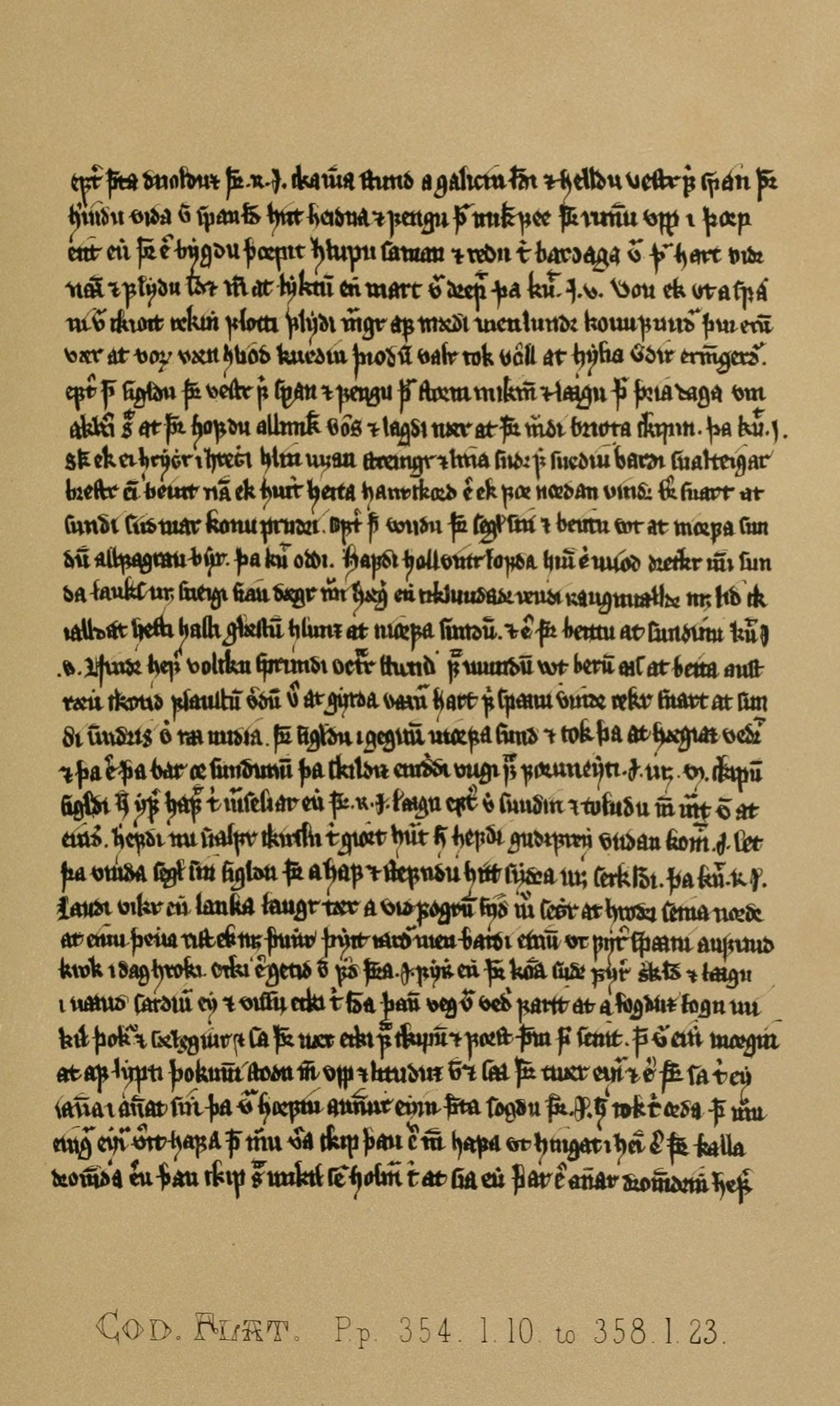
Karta z tekstem sagi znajdująca się w XIV-wiecznej księdze Flatey Book

Saga o Orkadach – jedna z sag królewskich opisująca historię Orkadów, od czasu ich podboju przez norweskiego króla Haralda Pięknowłosego w IX wieku do ok. 1200 roku.

## Historia
Saga została napisana między 1192 a 1206 rokiem (trzy wieki po wspomnianych wydarzeniach) przez nieznanego islandzkiego autora lub autorów. Na podstawie różnych źródeł m.in. ustnych podań oraz historycznych faktów stworzono literackie dzieło o podboju Orkadów przez Norwegów oraz o późniejszym życiu orkadzkich jarlów. Zawarto w nim również opisy bitew, morderstw, politycznych intryg oraz nieczystych interesów, które przez wieki miały tam miejsce. Nie jest to jednak ściśle historyczny tekst, choć jego wartość jako dzieła literackiego jest ogromna, gdyż pozwala na lepsze zrozumienie historii Orkadów w czasach wikingów.
W sadze pojawia się również wiele historycznych, jak i legendarnych postaci: Sigurd Eysteinsson, Hákon Paulsson, Sigurd Hlodvirsson, Ragnvald, Earl of More, jarl Magnus Erlendsson, Ragnvald Kali Kolsson i Harald Maddadsson. Saga zawiera także elementy fikcyjne, jak: kruczy sztandar jarla Sigurda, czy zatruta koszula jarla Haralda. Szczegółowo opisuje również egzekucję krwawego orła, którą Torf-Einar wykonał na Halfdanie Długonogim.

## Streszczenie
Pierwsze trzy rozdziały opowiadają o mitycznych przodkach późniejszych jarlów oraz o domniemanych początkach języka szwedzkiego i norweskiego. Saga opisuje również pełną przygód półmityczną opowieść o podboju Orkadów przez Haralda Pięknowłosego, która zapoczątkowała powstanie wpływowej kasty jarlów. Poniższy opis jest tylko częściowym streszczeniem.

### Synowie Hlodvissona Sigurda
Jarl Sigurd Hlodvisson ma czterech synów: Sumarlidiego, Brusiego, Wry-Usta Einara i najmłodszego Thorfinna. Kiedy zostaje zabity, jego posiadłości zostają podzielone między Sumarlidiego, Brusiego i Einara (Thorfinn ma wówczas tylko 5 lat). Ponieważ wkrótce po tym, Sumarlidi umiera jego część przypada Thorfinnowi.
Zarządzający swoją częścią hrabstwa Einar okazuje się bezwzględnym władcą, ponieważ narzuca wysokie podatki, które ciężko dotykają miejscowych rolników. Syn jednego z nich, Thorkel prosi go o ich obniżkę, ale bez skutku. W obawie, że jego apele tylko pogorszą sprawę, przenosi się do Caithness, gdzie przez pewien czas wspiera brata Einara Thorfinna. Ten wysyła go w podróż po wyspach i powierza mu zadanie zebrania daniny. Jednakże Einar, który przypisuje mu winę za powstanie rolników, usiłuje zabić go po drodzć.
W tej sytuacji Thorfinn i Thorkel postanawiają udać się do Norwegii, by porozmawiać z królem Olafem i zyskać jego przychylność. Po powrocie na Orkady jarl Brusi, usiłując pogodzić zwaśnione strony, wpada na pomysł wyprawienia uczty dla przedstawicieli ich obu. Podczas pierwszej uczty Thorkel dowiaduje się, że Einar planuje na niego zasadzkę, więc uprzedzając jego działania zabija go. Następnie ucieka do Norwegii, na dwór króla Olafa, który nie kryje zadowolenia na wieść o śmierci Einara.
Po śmierci Einara jego włości przejmuje Brusi, który zyskuje w ten sposób kontrolę na większą częścią hrabstwa. Thorfinn domaga się ich równego podziału, ale Brusi odmawia. Zdaje sobie jednak sprawę z tego, że Thorfinn ma większe siły i może go z łatwością pokonać, więc udaje się do króla Olafa, by zdobyć jego poparcie. Ten zwraca uwagę na to, że ziemie, o które toczy się spór, należą do niego, ponieważ wcześniej były one lennem. Pozwala też Brusiemu zachować nad nimi kontrolę, o ile ten nadal będzie mu służył. Jednak Brusi postanawia przekazać władzę nad swoją częścią hrabstwa królowi.
Kiedy Thorfinn się o tym dowiaduje, również wyrusza do Norwegii na spotkanie z królem. Ten postanawia, że każdy z braci otrzyma we władanie jedną trzecią wysp, a część Einara przypadnie jemu.

### Pielgrzymka jarla Rognvalda
Rozdział 85 sagi, rozpoczyna się opisem pobytu jarla Rognvala na dworze norweskiego króla Igniego. Poznaje tam najemnika Eindridiego Młodszego, który niedawno wrócił z Konstantynopola i który przekonuje go, by odwiedził Ziemię Świętą. Inni właściciele ziemscy również zachęcają jarla do zorganizowania pielgrzymki i wyrażają chęć udziału w podróży. Rognvald daje się przekonać i powraca na Orkady, gdzie przez dwa lata przygotowuje wyprawę.
Następnie wraca do Norwegii, by sprawdzić jak inni się do niej przygotowali. Otrzymuje tam pięknie zdobiony statek zbudowany specjalnie dla siebie. Eindridi początkowo opóźnia wyprawę, ale kiedy w końcu statki opuszczają Norwegię, okazuje się, że zbudował dla siebie przesadnie zdobiony okręt, łamiąc tym samym obietnicę złożoną Rognvaldowi. Jednakże w pobliżu Szetlandów wpada na skały i tonie. Następnie wyprawa dopływa na Orkady, gdzie spędza zimę. Przybycie Norwegów sprawia, że dochodzi do spięć między nimi a miejscową ludnością. Jarl Rognvald chcąc uspokoić sytuację, osobiście płaci im rekompensatę za powstałe incydenty.
Wraz z nastaniem lata wyprawa opuszcza Orkady i żegluje w kierunku Francji do portu w Narbonne. Tam wita ich królowa Ermingerda, która zaprasza Rognvalda na ucztę. Ponieważ się w sobie zakochują, jarl otrzymuje propozycję osiedlenia się w Narbonne i poślubienia Ermingerdy. Rognvald jednak odmawia, ponieważ chce dokończyć swoją pielgrzymkę, ale obiecuje jej, że przybędzie w drodze powrotnej.
Kolejnym punktem jego wyprawy jest Galicja, której mieszkańcy są ciemiężeni przez obcego wodza, Godfreya. Postanawiają się jednak zbuntować i zaatakować jego zamek. Plan się udaje, ale Eindridi zawiera z Godfreyem umowę i puszcza go wolno.
Rognvald opuszcza Galicję i przepływa Gibraltar, gdzie spotyka okręt wojenny wielkości małej wyspy. Postanawia go zaatakować, w wyniku czego w jego kadłubie powstaje ogromna dziura, przez którą statek Rognvalda może swobodnie przepłynąć. Ludzie jarla zabijają wszystkich na pokładzie z wyjątkiem wysokiego człowieka, którego uznają za przywódcę. Biorą go do niewoli, by następnie sprzedać go Saracenom. Ponieważ nikt nie chce go kupić, Rognvald puszcza go wolno.
Wyprawa dopływa przez Kretę do Akki, gdzie wielu ludzi umiera z powodu choroby. Pielgrzymi ostatecznie docierają do Jerozolimy i pobliskich świętych miejsc. Wracając, obierają drogę przez Konstantynopol, Bułgarię, Rzym i Danię, z której docierają do Norwegii. Stamtąd jarl Rognvald na pokładzie kupieckiego statku powraca na Orkady.